# سهران (سرباز)
سهران یا سوهران روستایی در دهستان سرکور بخش مرکزی شهرستان سرباز استان سیستان و بلوچستان ایران است.

## جمعیت
بر پایه سرشماری عمومی نفوس و مسکن در سال ۱۳۹۵ جمعیت این روستا ۱۶۵ نفر (۳۹خانوار) بوده‌است.